# Opius emarginatus
Opius emarginatus är en stekelart som beskrevs av Fischer 1968. Opius emarginatus ingår i släktet Opius och familjen bracksteklar. Inga underarter finns listade i Catalogue of Life.